# 安全島
安全島，又稱交通島、劃分島、分隔島、分界堤，是一種道路分隔帶，位於馬路的中央或快車道與慢車道之間，分隔雙向車道或快慢車道，亦可供行人暫避車輛。而一些安全島會設有兩個安全島標柱（英語稱為bollard），分別在安全島的兩端，提醒司機閃避，以確保島上行人的安全，在台灣則使用靠右(左) 行駛標誌，用以告示車輛駕駛人必需靠分向設施之右(左) 側行駛，視需要設於分向設施之起點。部分安全島上，還配合交通號誌或斑馬線使用，以控制道路的交通流量，增加過路行人的安全，有些道路分隔島設有行人避車灣與公車站台。
安全島使用明度對比、邊緣對比、色調對比。

## 定義
依中華民國內政部市區道路及附屬工程設計規範，交通島為車道間之特定區域，用以區分行車方向，分隔快慢車道，導引車流供行人臨時庇護及設置交通管制設施。
分隔島通常指的是中央分隔帶。

### 種類
交通島包含分隔帶、槽化島、圓環。 
一、分隔帶又分為中央分隔帶、車道分隔帶與邊緣帶。 
二、槽化島分為導向島、分隔島與庇護島。
- 分隔帶之主要功能如下： 
  - 避免受對向來車干擾。
  - 提供失控車輛回復正常的區域。
  - 提供車輛緊急停車之場所。
  - 提供車輛變換速率或作為左轉、迴車之暫停等候空間。
  - 減少對向車輛燈光干擾。
  - 提供未來擴增車道之用地。
  - 增加綠化的空間以改善道路景觀。 （惟鄰近平面路口，不宜種植任何灌喬木，避免視覺死角）

分隔帶如無需考慮保護行人，週邊可設置低而傾斜（不超過45度）之緣石，其高度為15公分至20公分；如需考慮保護行人，得依行人庇護島之方式設置。人行道穿越分隔帶，應配合無障礙設計。
其它分隔帶之細部標準，另參見分隔帶
- 槽化島之功能如下： 
  - 縮小衝突範圍。
  - 在交叉口設置轉向車道及庇護島可供交叉車輛、轉向車輛及行人暫時停留、等候、跨越或轉向。
  - 分散可能之衝突點。
  - 防止錯誤的轉向。
  - 提供適當的地點裝設交通控制設施。
  - 有複雜轉向行動之交叉路口，可提供有效的號誌控制。

都市中之主、次要道路及其它車流量大之路口應避免使用圓環交叉路口，平面交叉路口槽化設計應避免太多過小的槽化島，減少對向車輛交叉的時間並減低相對速度與視覺衝擊，使駕駛人可選擇有利的條件以判斷安全通過的時間。 
- 槽化設計基本原則
  - 槽化島的配置，應能導引行車路線的自然與方便。
  - 應能明確使駕駛人進入交叉路口的行駛路線，無需做短時間之選擇。
  - 設置宜儘量簡單，避免過度複雜的槽化。
  - 在接近交叉路口處須充分處理，且須具有足夠長度設置警告及導引行車方向之安全設施，以供駕駛人逐漸改變其行車速率及增進行車安全。
  - 車道寬須等於或寬於道路設計標準，同時其半徑必須足夠設計車輛運行。

- 行人庇護島
  - 行人庇護島之寬度至少需1.5 公尺，長度以行人穿越道之寬度為準，且應採無障礙設計方式。行人庇護島之端部應有堅固之防護設備，並加近障礙物標線。

- - 公車站台、行人庇護島端點，須建有堅固之防護設備。此種防護設備，可以鋼筋混凝土、金屬管或金屬椿為之，並加設反光標誌。

## 劃分島
劃分島定義略等同於安全島，但較偏向車道的分隔與車輛分向管理，其法規標準來源為中華民國交通部。
劃分島是實體分隔車道的必要設施，依不同位置可區分公路等級並細分為不同車道。
中央分隔島是常見的劃分島種類之一，道路兩旁設置柵欄或實體分隔與否，就可分類為高快速公路與一般公路。

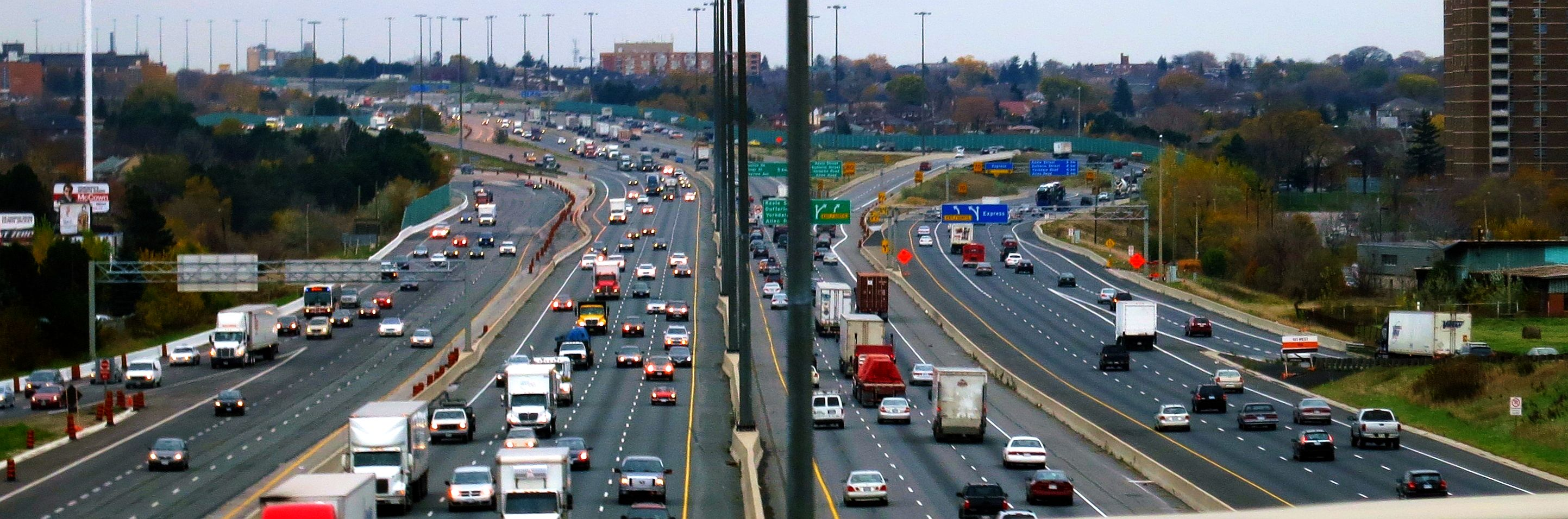
加拿大大多倫多地區的安大略401號省道，圖中可見十餘條車道並列配置，並以劃分島區分公路等級與通行方向。

一般公路設置劃分島可區隔快慢車道，作車種通行限制，並在車道上設立號誌時相警示，以方便各車種分流，並在直行與轉向時不衝突。快慢車道之間的劃分島有些面積較大，並種植樹木與草地，可供行人作休憇與短暫停留。
依據中華民國道路交通安全規則第102條第六項： 設有劃分島劃分快慢車道之道路，在慢車道上行駛之車輛不得左轉，在快車道行駛之車輛不得右轉彎。但另設有標誌、標線或號誌管制者，應依其指示行駛。
前項之車道數，以進入交岔路口之車道計算，含快車道、慢車道、左、右轉車道、車種專用車道、機車優先道及調撥車道。

## 另見
- 分隔道（英语：Carriageway）
- 道路交通標誌